# Iwaki (sopka)
Iwaki je název v současnosti neaktivního stratovulkánu, nacházejícího se na severozápadě japonského ostrova Honšú, asi 20 km jihovýchodně od pobřeží Japonského moře. Vulkán je svým tvarem podobný sopce Fudži, jeho vrchol je ukončen 2 km širokým kráterem, v jehož rámci se nachází mladší lávový dóm. Od konce 16. století bylo zaznamenáno několik menších freatických erupcí, poslední v roce 1867.